# Ruhebänke im Elsass

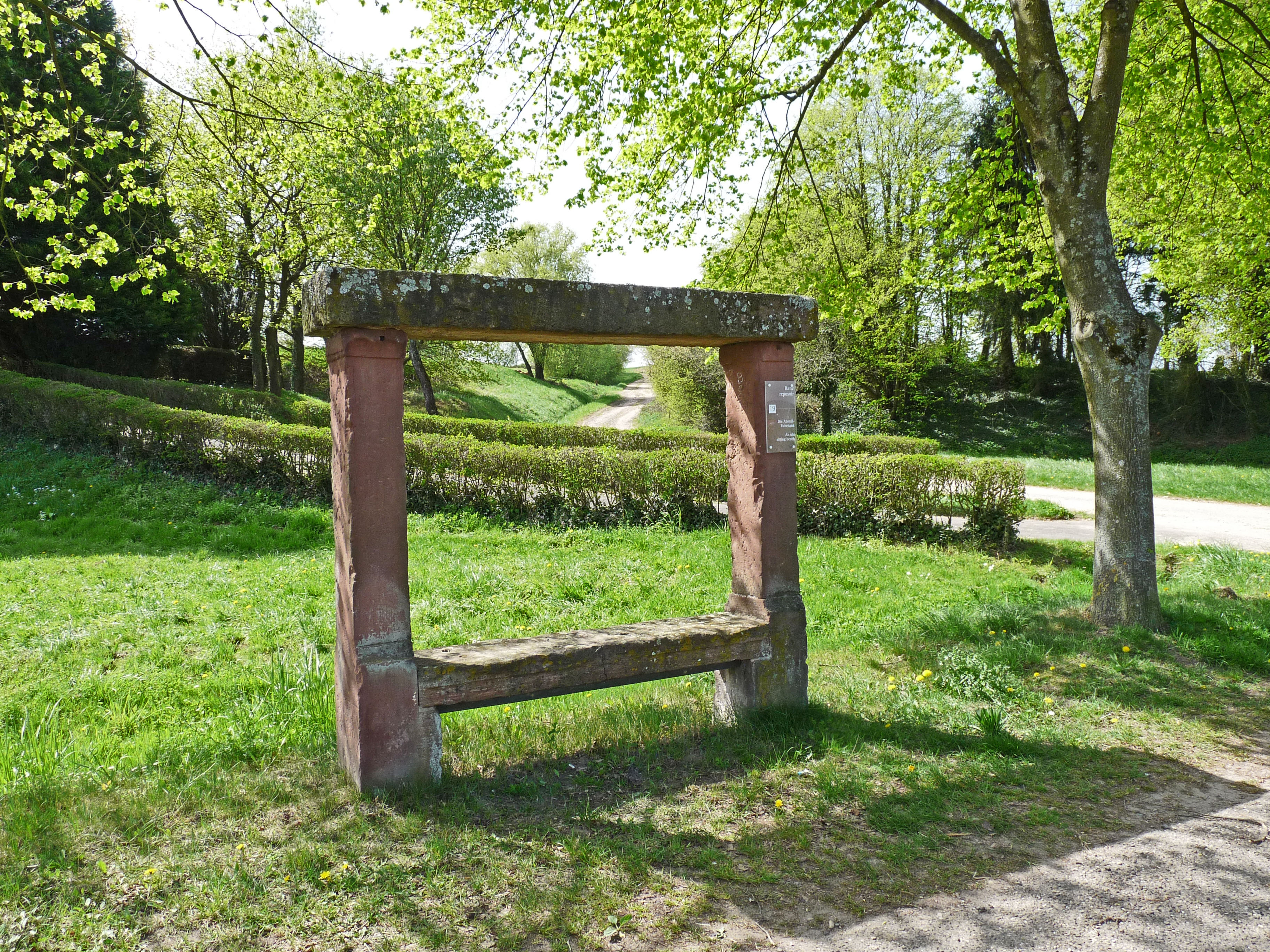
Ruhebank in Merkwiller-Pechelbronn

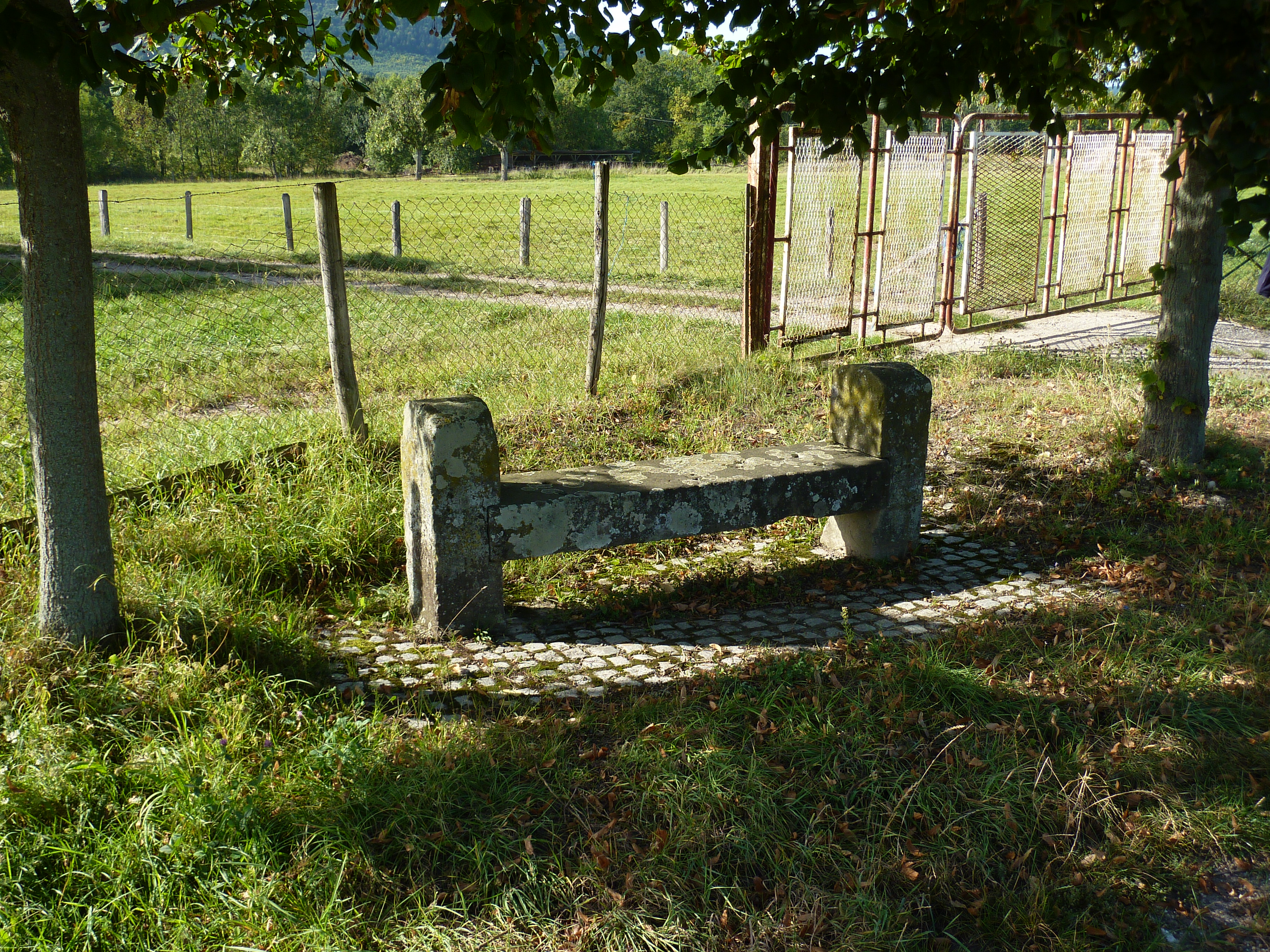
Ruhebank in Marmoutier

Die Ruhebänke im Elsass sind öffentliche Ruhebänke, die im 19. Jahrhundert im Elsass in zwei Phasen aufgestellt wurden. Die meisten der heute noch existierenden Ruhebänke sind als Kulturdenkmal (Monument historique) geschützt.

## Geschichte
An Markttagen trugen die Bauern ihre Waren in Körben oder Hotten zu den Märkten in den umliegenden Städten. Um sich kurz auszuruhen, setzten sie sich auf Bänke und stellten ihre Waren ab. Der obere Querbalken war für die Bäuerinnen besonders praktisch, da sie oft ihre Körbe auf dem Kopf trugen. Bäume, die in der Nähe der Bänke gepflanzt wurden, spendeten Schatten.
Im Elsass gibt es zwei Arten von Ruhebänken:
- die 1811/12 errichteten, benannt nach dem Roi de Rome
- die 1854 errichteten, benannt nach der Kaiserin Eugénie

## „Bancs-reposoirs du Roi de Rome“
Auf Initiative des Präfekten des französischen Départements Bas-Rhin, Adrien de Lezay-Marnésia, wurden in den Jahren 1811/12 die Ruhebänke aufgestellt, um an die Geburt von Napoléon-François-Joseph-Charles Bonaparte, dem Sohn von Napoleon Bonaparte, zu erinnern. In einem Schreiben an die Gemeindeverwaltungen vom 22. April 1811 äußerte er, dass entlang den Landstraßen diese steinernen Bänke aufgestellt und dahinter schattenspendende Bäume gepflanzt werden sollten. Die Kosten mussten von den Gemeinden getragen werden. Die Elsässer nannten sie in ihrer Mundart die Nabele Bänk (Napoleonsbank, bancs de Napoléon); diese Bezeichnung ist auch in der benachbarten Pfalz verbreitet.

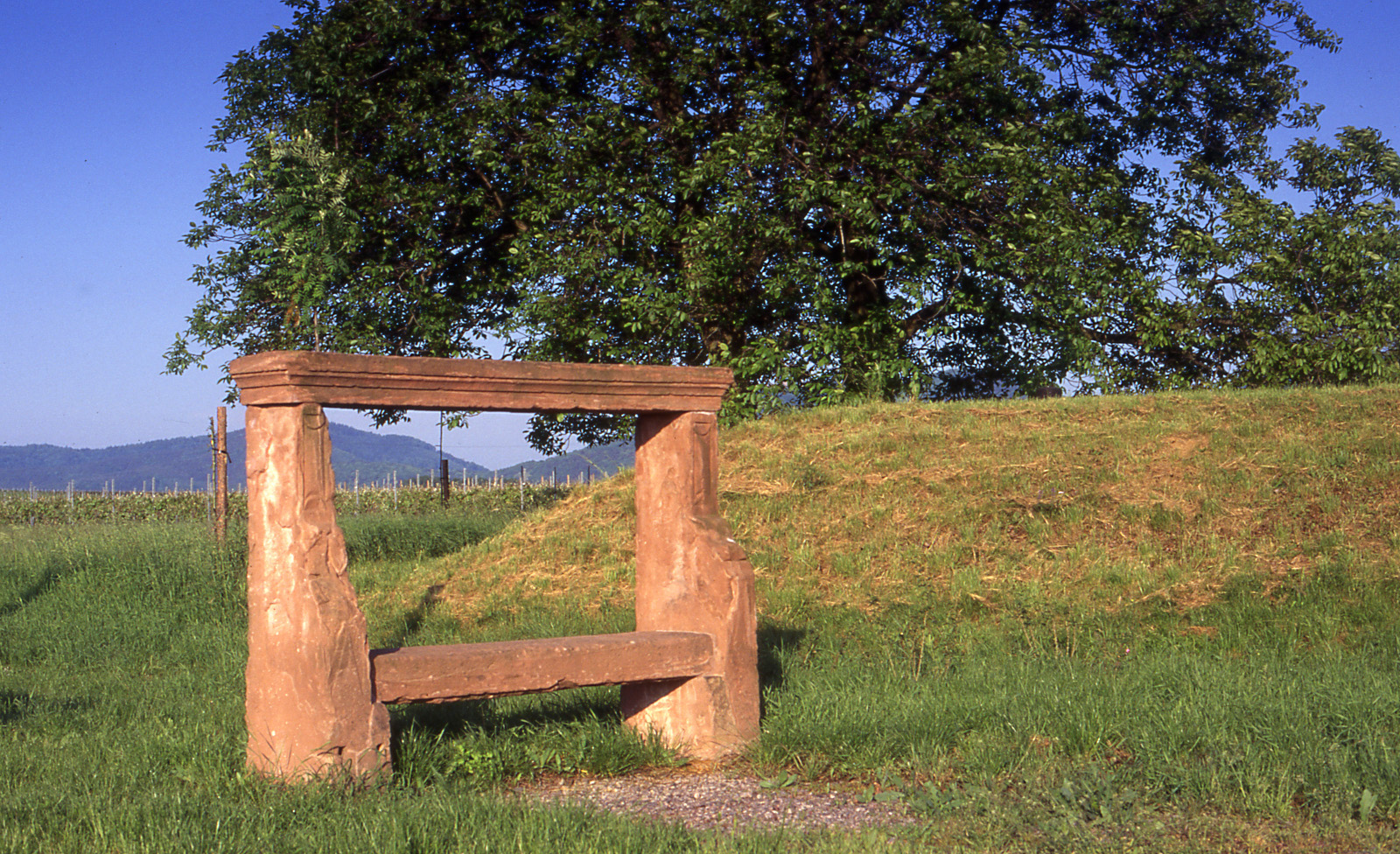
Napoleonsbank Ilbesheim

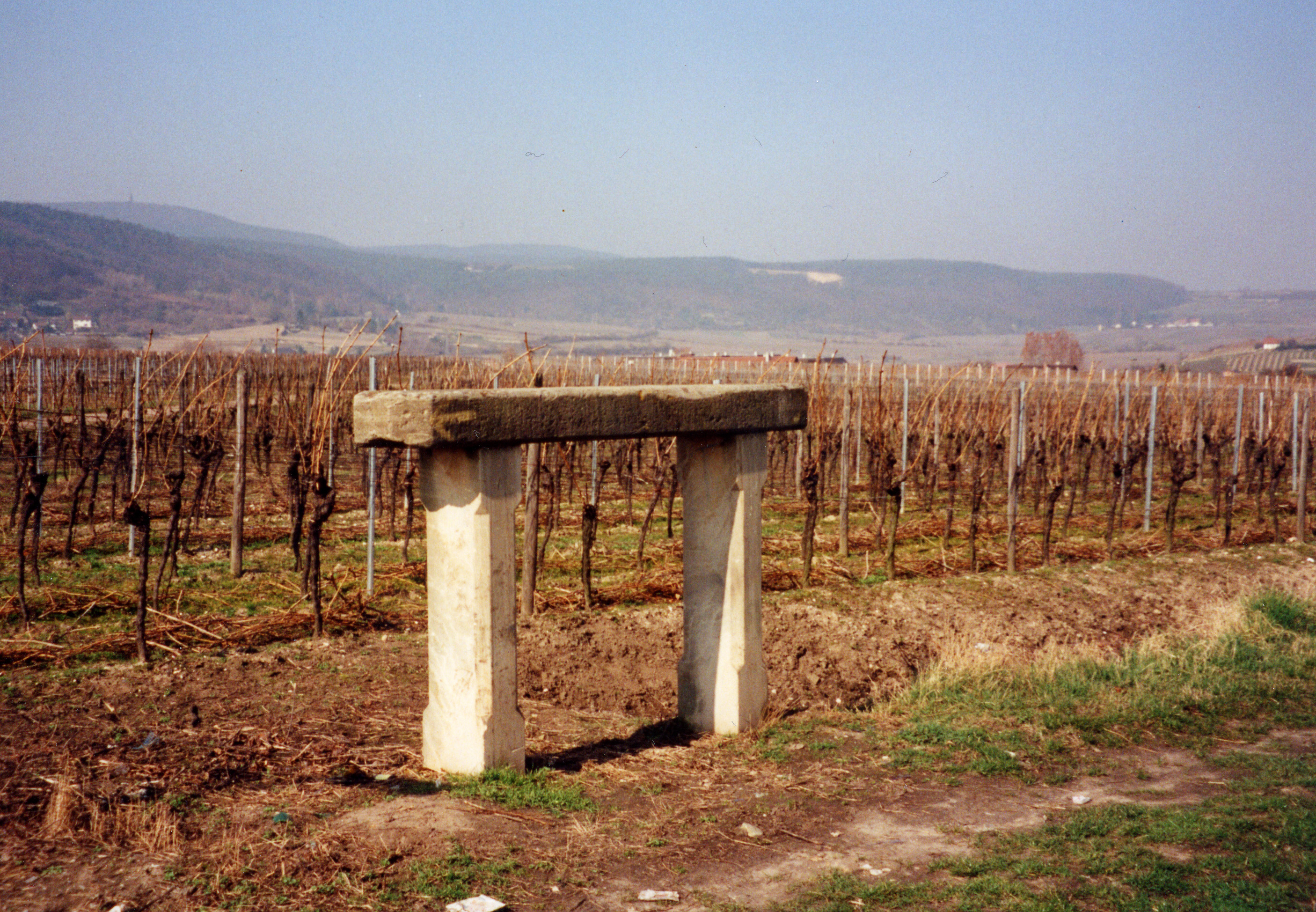
Ruhebank an der Portugieserstraße in Bad Dürkheim

In den 1811 zum Département Bas-Rhin gehörenden Teilen der Südpfalz  gibt es Ruhebänke (Napoleonsbänke) in Ilbesheim bei Landau in der Pfalz (mit Inschrift: ELIWE BAR LA CUMMUN DE ILBESHEIM 
EN 1811 …IVNIVS), Klingenmünster, Mühlhofen (1812, auf dem Roten Berg zwischen Billigheim und Barbelroth) und Schweighofen. Auch in der seinerzeit zum Département du Mont-Tonnerre gehörenden Stadt Bad Dürkheim steht in der Karl-Räder-Allee, in der Portugieserstraße, nördlich der Stadt an der L 517 und nordöstlich der Stadt nahe der Kläranlage im Bruch je eine als Napoleonbank bezeichnete Ruhebank. Neuere Repliken stehen in Bad Bergzabern, Essingen, Gleishorbach, Kapsweyer und Niederhochstadt.

## „Bancs-reposoirs de l’Impératrice Eugénie“
Wiederum auf Initiative eines Präfekten des Départements Bas-Rhin, Auguste-César West, wurden zum Gedenken an den ersten Hochzeitstag der Kaiserin Eugénie, verheiratet mit Napoleon III., steinerne Ruhebänke aufgestellt. Diesmal übernahm das Département die Kosten, sodass die Gemeinden mehr Interesse zeigten, die Bänke aufzustellen.
Mehr als 400 dieser Bänke aus dem Sandstein der Vogesen wurden errichtet, von ihnen sind noch einige Dutzend erhalten. In den 1980er Jahren wurden sie auf die Liste der Monuments historiques aufgenommen.